# Manuel Beckman
Manuel Beckman (Lisboa, 1638 - São Luís, 1685) foi um senhor de engenho e revolucionário português radicado no Brasil. É considerado por alguns autores como um "protomártir" da Independência, muito antes da figura de Tiradentes. O sobrenome Beckman, de origem germânica, é frequentemente grafado em sua forma aportuguesada, Bequimão.

## Vida Pessoal
Manuel Beckman nasceu em 1638 em Lisboa, na freguesia da Conceição Nova. Era filho do comerciante Thomas Beckmann, natural do norte da Europa (provavelmente região renana) e da portuguesa Leonarda das Neves. Tinha vários irmãos: Juliana (1634), Gregório (1635), Manoel (1638), Catarina (1640) e Thomas (1643). Ainda muito jovem viera para a região, veio a tornar-se senhor de engenho na região do rio Mearim, no Estado do Maranhão, com o irmão Thomas, advogado. Em 1664, aos 26 anos, casou no Maranhão com Maria Almeida Albuquerque Pereira de Cáceres, filha do influente comerciante João Pereira de Cáceres e de famílias de cristãos-novos.  

## Atuação no Maranhão e pressões coloniais
Como fazendeiro e político local, Beckman estava diretamente ligado aos problemas socioeconômicos da colônia. Os grandes engenhos precisavam de mão-de-obra abundante: até então empregavam índios das aldeias jesuíticas e escravos africanos importados esporadicamente. Com as políticas reais de 1680-82, os colonos perderam esse acesso fácil. Os jesuítas, por orientação real, expulsaram invasores dos aldeamentos e impediram a escravização de índios, enquanto a Companhia monopolista dificultava a compra de escravos e mercadorias a crédito. Beckman, como outros lavradores, via nas novas medidas um ataque ao seu sustento: ligou-se a um movimento de proprietários rurais (os “homens-bons” maranhenses) que passou a reivindicar a expulsão dos jesuítas e a extinção do estanco mercantil.
Em 1670, já havia enfrentado conflitos locais. Ele foi acusado de envolvimento na morte de um trabalhador de seu engenho e, após investigação do governador, preso no Forte de Gurupá (no Pará). Em 1679, Libertado, Beckman escreveu ao rei D. Pedro (então Príncipe Regente) uma representação manuscrita, na qual apresentava documentos e testemunhos em sua defesa. Nessa petição, além de negar culpa na morte em seu engenho, ele denunciou a arbitrariedade dos governadores do Maranhão, afirmando que agentes reais julgavam colonos “sem provas” e maltratavam os habitantes locais. Seu texto descreve em detalhes as condições miseráveis dos colonos, a falta de autoridade efetiva nos fortes da região e o abandono imperial, buscando como inocentar-se às ordens da Coroa. Essa correspondência (Preservada na Biblioteca Nacional da Ajuda) é o único documento original conhecido assinado por Beckman, e evidencia sua oratória eloquente e seu posicionamento pró-colonos

## Atuação na Revolta de Beckman

### Preparação e Deflagração do Levante
Segundo o relato de Betendorf e os autos consultados no Conselho Ultramarino, os preparativos da revolta começaram no início de fevereiro de 1684. Manoel Beckman, junto a nomes como Francisco Dias Deiró, Jorge de Sampaio, Thomas Beckman (seu irmão) e Belchior Gonçalves, articulavam o movimento em reuniões secretas, inclusive durante missas, trocando bilhetes e espalhando pasquins de indignação contra a administração colonial. Um ponto de virada ocorreu com o sermão inflamado do frei Ignácio da Fonseca e Silva, que criticava abertamente o estanco, a atuação jesuítica e clamava por justiça social.
No dia 24 de fevereiro de 1684, com apoio popular, os revoltosos tomaram São Luís, prenderam o capitão-mor Balthasar Fernandes e declararam o início do movimento. Justificavam-se dizendo que não pretendiam subverter a autoridade real, mas sim buscar remédio contra os abusos, pelo meio lícito   e não pela sedição violenta.

### Fatores Estruturais da Revolta
A documentação examinada indica que o levante ocorrido no Maranhão não foi um episódio isolado, mas sim o desdobramento de três crises estruturais profundamente interligadas. A primeira delas diz respeito ao fracasso da Companhia Geral de Comércio do Maranhão, instituída em 1682 com a promessa de abastecer a capitania com gêneros essenciais e escravizados africanos. Na prática, contudo, a Companhia foi alvo de múltiplas denúncias por roubos, favorecimento indevido, fornecimento de mercadorias de baixa qualidade e descumprimento das entregas de mão de obra. Em vez de aliviar a crise, agravou ainda mais a escassez nas lavouras e fomentou o descontentamento entre os colonos.
A segunda crise envolvia a ausência prolongada do governador Francisco de Sá e Menezes, que, ao fixar residência em Belém, deixou a cidade de São Luís à mercê de autoridades de menor influência e prestígio. Sua gestão era criticada por favorecer interesses particulares em detrimento das necessidades locais. Além disso, sua imagem ficou associada à cobrança da finta, um tributo rural impopular, tornando-se símbolo do abandono e da ineficiência da administração régia no Maranhão.
O terceiro fator decisivo foi o conflito com os jesuítas. Os colonos mantinham uma relação tensa com os religiosos da Companhia de Jesus, que, amparados por leis da Coroa, proibiam a escravidão indígena e controlavam rigidamente os aldeamentos. A negativa dos padres em liberar indígenas para o trabalho nas propriedades rurais inflamou os ânimos dos fazendeiros, que passaram a acusar os jesuítas de agir com fúria e ganância . A hostilidade chegou a tal ponto que os revoltosos exigiram abertamente a expulsão dos padres da região, inserindo o embate religioso entre os elementos centrais da revolta.

### O Olhar de João Felipe Betendorf
O relato mais denso e expressivo sobre a Revolta de Beckman é oferecido pelo jesuíta João Felipe Betendorf, que escreveu sua versão dos acontecimentos em 1699.  Betendorf havia chegado ao Maranhão ainda em 1652 e já conhecia os efeitos da hostilidade contra os jesuítas, tendo sido expulso em 1661 com os demais membros da ordem. Quando aborda os eventos de 1684, seu olhar revela o conflito entre seu papel de missionário e o crescente sentimento popular contrário à presença dos padres.
Em seu relato, ele menciona a disseminação clandestina de panfletos incitando a população contra a Companhia de Jesus, o que antecedeu as movimentações mais radicais. Detalha também sua tentativa inicial de interceder junto aos camaristas locais para preservar a atuação dos missionários, mas sem sucesso. A radicalização do levante, segundo Betendorf, se concretizou na reunião de 23 de fevereiro de 1684, na qual ficou decidida a expulsão definitiva dos jesuítas do território. Em um esforço final de conciliação, ele chegou a propor que os religiosos renunciassem à administração direta dos indígenas como forma de conter os ânimos, mas a proposta foi rejeitada pelos revoltosos.

### Condenação e Martirologia
A repressão foi organizada pelo novo governador Gomes Freire de Andrade, enviado pela Coroa para restabelecer a ordem. Os documentos do Conselho Ultramarino, especialmente sete manuscritos de 1685, se concentram no julgamento e execução dos líderes: a revolta foi classificada como nociva ao bem comum; os revoltosos foram descritos como tumultuadores, a pena capital foi aplicada a Manuel Beckman em 10 de novembro de 1685, mais de 20 meses após a eclosão da revolta.

## Repressão e anos finais
A Coroa reagiu prontamente. Em 1685, enviou nova guarnição militar sob o comando do general Gomes Freire de Andrade. Ao desembarcar em São Luís (em maio de 1685), Freire encontrou pouco apoio local aos insurgentes: muitos já haviam se dispersado ou mudado de lado. Ele restabeleceu as autoridades depostas pela revolta e restaurou a ordem colonial. Manuel Beckman foi preso e submetido a julgamento militar. Considerado um dos chefes do levante, foi condenado à morte e executado por enforcamento no segundo semestre de 1685. Outros líderes como Jorge de Sampaio sofreram a mesma sentença. A repressão foi dura: além das execuções, vários revoltosos receberam penas de degredo e confisco de bens. No caso de Beckman, as propriedades confiscadas foram leiloadas, mas o próprio governador Gomes Freire adquiriu-as e as devolveu posteriormente à viúva e filhas de Beckman.
Coube a ele, nomeado governador em 1685, reprimir a Revolta de Beckman e restabelecer as autoridades coloniais. Freire restaurou a ordem em São Luís e executou, por decreto, os líderes do levante. Este episódio marcou o fim imediato do movimento dos irmãos Beckman.
Apontados como líderes da revolta, Manuel Beckman e Jorge de Sampaio de Carvalho receberam como sentença a morte pela forca.

## Legado
Manuel Beckman deixou legado ambíguo e duradouro. Por um lado, seu levante expôs fragilidades do sistema colonial tardio e antecipou disputas entre interesses locais e metas da metrópole. A revolta levou à rápida extinção da Companhia do Maranhão (que já era amplamente fracassada) e à expulsão temporária dos jesuítas de São Luís, conquistas imediatas dos rebeldes que incomodaram a Coroa.
Posteriormente, na memória histórica maranhense, Beckman foi reavaliado. No início do século XX recebeu status de “herói regional”. Em 1910 foi construída em São Luís a Pirâmide de Beckman (obelisco memorial) numa praça hoje chamada de Manuel Beckman, identificada como local de sua execução. Esse monumento neoclássico foi erguido pelas autoridades locais como homenagem ao “mártir” da Revolta de Beckman. A Assembleia Legislativa do Maranhão chegou a usar o nome Palácio Manuel Beckman em sua sede, tendo também uma premiação em seu nome, chamada Medalha Manuel Beckman, sinalizando o prestígio póstumo do líder rural.